# Biblioteka Narodowa Ukrainy im. W.I. Wiernadskiego
Biblioteka Narodowa Ukrainy im. W.I. Wiernadskiego (ukr. Національна бібліотека України імені В.І. Вернадського) – biblioteka znajdująca się w Kijowie, nosząca imię Władimira Wiernadskiego.
Biblioteka powstała w 1918 roku. W 2005 roku liczebność jej zbiorów wynosiła 15 milionów obiektów, wśród których znajdują się liczne rękopisy, a także kolekcja muzyki żydowskiej z lat 1912–1947, wpisana w 2005 roku na listę UNESCO Pamięć Świata.
Obecny budynek instytucji powstał w latach 1975–1989 i przy 27 piętrach liczy 35 700 m² powierzchni oraz 76,7 m wysokości (78,6 m z anteną).